# Bob hund
bob hund (en sueco "bob perro") es una banda de indie rock de Suecia. Su música, difícil de clasificar, ha sido descrita como "lo que cabría esperar si consiguieras fusionar a Pere Ubu y Pixies con un toque de Kraftwerk ". bob hund ha actuado principalmente en Escandinavia, así como en Polonia e Inglaterra. Algunas de sus actuaciones incluyen los festivales de música de Roskilde, Hultsfred, Ruisrock y Quart.

## Discografía
Lanzamientos de estudio
- bob hund (1), 1993 (EP)
- bob hund (2), 1994 (Álbum)
- omslag: Martin Kann ( Portada: Martin Kann ), 1996 (Álbum)
- ¡Jag rear ut min själ! ¡¡¡Todo bort !!! (¡ Estoy vendiendo mi alma! ¡¡¡Todo debe irse !!! ), 1998 (Álbum)
- sover aldrig ( nunca duerme ), 1999 (álbum en vivo)
- Stenåldern kan börja ( La Edad de Piedra puede comenzar ), 2001 (Álbum)
- Det där nya som skulle vara så bra ( Esa cosa nueva que se suponía que era tan buena ), 2003 (Single) - Limitado a 500 copias en vinilo.
- Folkmusik för folk som inte kan bete sig som folk ( Música folk para gente que no puede comportarse como folk ), 2009 (Álbum)
- Stumfilm ( Película muda ), 2010 (EP)
- Det överexponerade gömstället ( The Overexposed Hideout ), 2011 (Álbum)
- Låter som miljarder ( Sounds Like Billions ), 2012 (Álbum)
- #bobhundopera, 2015 (Álbum en vivo)
- Dödliga Klassiker ("Clásicos mortales"), 2016 (álbum)
- 0-100, 2019 (Álbum)
- BOBHUNDTEATERKONSERT, 2021 (EP)
- Drömmen är en råvara, verkligheten är en raffinerad produkt ( Los sueños son una materia prima, la realidad es un producto refinado ), 2023 (Álbum)

compilaciones
- Ingenting ( Nothing ), 2002 - Demos de 1992/1993, limitados a 1003 copias en vinilo y disponibles como descargas digitales gratuitas en el sitio web de la banda[2]
- 10 år bakåt & 100 år framåt ( 10 años atrás y 100 años adelante ), 2002: una colección de temas sencillos y EP, cuyo segundo disco contiene una grabación en vivo desde Londres de 2001.
- Det allra näst bästa ( El segundo mejor ), 2022: una colección de grabaciones de estudio inéditas de los años 90.

## Historia
bob hund se formó en 1991 por Jonas Jonasson (teclados) y Thomas Öberg (voz) después de conocerse en la escuela secundaria. Después de seis meses de formación, la formación de la banda estaba terminada, con Conny Nimmersjö y Johnny Essing a la guitarra, Mats Hellqvist al bajo y Mats Andersson a la batería. Cuenta la leyenda que Essing se unió a los ensayos para pagar una deuda de 100 SEK con Hellqvist y siguió regresando.
La banda declaró una vez en una entrevista que el nombre bob hund proviene de un perro de dibujos animados llamado Bob Dog en Get a Job, que una vez vieron mientras miraban televisión. El perro en cuestión tuvo una vida muy desafortunada.
La banda firmó con Silence Records en 1993 y ese mismo año lanzó su EP debut, Bob hund. Al año siguiente lanzaron su primer álbum, también llamado bob hund, y ganaron el premio Banda de Rock del Año en los premios Grammy suecos, Grammisgalan. (Ganaron otro Grammis a la Mejor Letra en 1996.)
En 1995, después de una extensa gira, la banda hizo una pausa mientras los miembros trabajaban en nuevo material, que luego constituiría la base de Omslag: Martin Kann (1996) - llamado así por un amigo de la banda, que realizó la mayor parte del trabajo gráfico de la banda a lo largo de los años. El álbum rompió el top 10, pero los sencillos I stället för musik, förvirring ("En lugar de música, confusión") y Düsseldorf no lograron romper el top 10 de sencillos, alcanzando un máximo de 13 y 28 respectivamente.
Aunque cantaban exclusivamente en sueco, empezaron a llamar la atención fuera de Suecia y Escandinavia. La banda afirmó en un comunicado de prensa que Graham Coxon, quien expresó su admiración por la banda en entrevistas, pidió tocar con ellos, pero que la banda rechazó la oferta.
bob hund una vez más realizó una extensa gira y el tabloide sueco Aftonbladet le otorgó el premio Banda en vivo del año. En diciembre de 1998, Jag rear ut min själ! ¡¡¡Todo bort !!! ("¡Estoy vendiendo mi alma! ¡¡¡Todo debe irse!!!") fue lanzado seguido del álbum en vivo bob hund sover aldrig ("bob hund Never Sleeps").
A principios del nuevo milenio les robaron de su furgoneta equipamiento por valor de 115.000 coronas suecas. Durante este tiempo, los miembros de la banda desaceleraron la actividad de bob hund para concentrarse en proyectos paralelos, entre ellos Bergman Rock, una banda de rock compuesta exclusivamente por miembros de bob hund, pero donde Öberg cantaba en inglés en lugar de sueco. ¿El nuevo material de bob hund no saldría a la superficie hasta que se lanzara un solo Ska du hänga med? ¡¡N / A!! ("¿Te acompañas? ¡¡Nah!!") y el álbum Stenåldern kan börja ("Let the Stone Age Begin") se lanzó a principios de 2001. El álbum sería el primero de la banda, y solo hasta agosto de 2010, en llegar al número uno.
2002 vio el lanzamiento de Ingenting ("Nothing"), un álbum recopilatorio que contiene demos antiguos de 1992-1993, una edición limitada en vinilo de sólo 1000 copias y el sencillo Den lilla planeten ("The Small Planet"). Este año también se lanzaron los dos CD 10 år illbaka och 100 år framåt ("10 años atrás y 100 años adelante"). El primer disco era una recopilación de sencillos y el segundo contenía una actuación en vivo grabada en Londres en 2001. Durante la actuación se puede escuchar a Öberg explicar, en inglés, que solo hablará sueco al público para que sepan que han pagado por el verdadero negocio.
Después del lanzamiento de Det där nya som Skulle vara så bra ("Esa cosa nueva que se suponía que era tan buena"), la banda hizo una pausa prolongada para concentrarse en Bergman Rock y el proyecto paralelo de baile Sci-Fi SKANE. La banda comenzó a hacer giras como bob hund nuevamente a finales de 2006, pero no lanzaría ningún material nuevo hasta el sencillo Tinnitus i hjärtat ("Tinnitus of the Heart") 2008 y el álbum Folkmusik för folk som inte kan bete sig som folk (" Música folklórica para gente que no puede comportarse como folk").
El 16 de junio de 2009, Christian Gabel se unió oficialmente como séptimo miembro de la banda, reemplazando la batería. Al año siguiente, la nueva formación lanzó el EP de cuatro pistas Stumfilm ("Película silenciosa").
El 16 de marzo de 2011, el grupo lanzó el álbum Det överexponerade gömstället ("The Overexposed Hideout"). Como forma de conmemoración de su vigésimo aniversario, se lanzó un segundo álbum el 15 de febrero de 2012, llamado Låter som miljarder ("Suena como miles de millones").
El 6 de julio de 2013, la banda organizó un festival en Folkets Hamn, Helsingborg. En este festival el grupo subastaba sus antiguos instrumentos y otros objetos que quedaban en su antiguo estudio de ensayo. El grupo en sí no tocó en este festival y, en cambio, estuvo pinchando.
El 12 de septiembre de 2014, la banda estrenó una nueva banda sonora para la película muda Man With a Movie Camera en el Cinemateket de Estocolmo, con actuaciones posteriores en Helsinki, Luleå, Gotemburgo y Malmö.
El 16 de septiembre de 2016 lanzaron su duodécimo álbum de estudio, Dödliga Klassiker ("Mortal Classics").

## Premios
- 1994 – Grammy sueco "Mejor banda en vivo"
- 1996 – Grammy sueco "Mejor letra"
- 1999 – Guldägget (El huevo de oro) al "Mejor embalaje" en Jag rear ut min själ! ¡¡¡Todo bort !!!